# Копак
Копак (устар. ручей Маткожненский) — река в России, протекает по территории Летнереченского и Сосновецкого сельских поселений Беломорского района Республики Карелии. Длина реки — 11 км, площадь водосборного бассейна — 19,6 км².
Река берёт начало из озера Копак на высоте 80,8 м над уровнем моря.
Течёт преимущественно в восточном направлении по заболоченной местности.
Втекает на высоте 26,2 м над уровнем моря в реку Нижний Выг на юге посёлка Сосновца.
В нижнем течении Копак пересекает линию железной дороги Санкт-Петербург — Мурманск, а также автодорогу местного значения 86К-33 («Сосновец — Летнереченский»).
Код объекта в государственном водном реестре — 02020001312202000006892.